# Jules Hiroux
Jules Hiroux, né le 2 avril 1827 à Sains-du-Nord (Nord) et mort le 27 juin 1890 dans la même ville, est un homme politique français.

## Biographie
À la tête d'une manufacture de 800 ouvriers, il est aussi exploitant agricole. Conseiller municipal de Sains-du-Nord de 1852 à 1881, maire de 1877 à 1881, Conseiller général du Nord en 1880, il est député de la 1re circonscription d'Avesnes de 1889 à 1890.